# Paco Montañés
Paco Montañés, de son complet Francisco Montañés Claverías né le 8 octobre 1986, est un ancien footballeur espagnol qui jouait au poste d'ailier.

## Biographie
Paco Montañés se forme dans les catégories inférieures du CD Castellón et du FC Barcelone. Entre 2004 et 2006, il joue avec le FC Barcelone C et le FC Barcelone B. Il débute en équipe première du FC Barcelone en 2006. Il joue avec l'équipe réserve du Villareal CF B entre 2006 et 2009. En 2009, il rejoint l'Ontinyent CF.
En 2010, il est recruté par l'AD Alcorcón. En 2012, il rejoint le Real Saragosse jusqu'en 2014. En 2014, il signe avec l'Espanyol de Barcelone.

## Palmarès
FC Barcelone
- Champion d'Espagne en 2006

 Levante UD
- Champion d'Espagne de D2 en 2017